# Pierre Coffin
Pierre-Louis Padang Coffin (sinh ngày 16 tháng 3 năm 1967) là một nhà làm phim hoạt hình, đạo diễn phim và diễn viên lồng tiếng người Pháp. Ông được biết đến với vai trò đồng đạo diễn với Chris Renaud cho bộ phim điện ảnh nhượng quyền Despicable Me và lồng tiếng Minions, người giành giải Kids Family Award cho giải Seiyu lần thứ 10.

## Cuộc sống và sự nghiệp
Coffin sinh ra ở Pháp, với Yves Coffin, một nhà ngoại giao Pháp, và Nh. Dini (Nurhayati Srihardini Siti Nukatin), một nhà văn và nữ quyền Indonesia. Ông đã được đào tạo tại trường hoạt hình Gobelins ở Paris và bắt đầu làm việc tại Amblimation, cơ sở 2D ở London, nơi ông làm việc cho Steven Spielberg - đạo diễn sản xuất We're Back! Câu chuyện của khủng long. Sau đó, ông bắt đầu làm một phim hoạt hình tự do trong studio CGI của Pháp, Ex Machina, nơi ông làm việc như một người làm phim hoạt hình và cuối cùng là giám sát hoạt hình. Sự nghiệp chỉ đạo của Pierre Coffin bắt đầu với một cái tên Pings ngắn vào năm 1997. Ông bắt đầu cộng tác bằng thương mại với Passion Pictures Paris và Mac Guff. Ông đã tạo ra các nhân vật Pat & Stan cho một bộ phim truyền hình TF1. Trong năm 2010, ông đã hoàn thành với Chris Renaud, bộ phim hoạt hình máy tính Despicable Me cho Universal.
Coffin đã đạo diễn Despicable Me 2 (2013), với Renaud, và phim phụ Despicable Me, Minions (2015), với Kyle Balda.